# 麵包超人 (角色)
麵包超人（アンパンマン）是日本繪本麵包超人的角色。

## 概要
他最初登場於《十二顆珍珠》裡的一個短篇故事。
生日是2月6日，男性。他和果醬爺爺一同生活在麵包工廠中。雖然在動畫第一集有標明他是三歲，但作者表示虛構的超人不需要年齡，因此可以忽略。
因為在烘烤當中接受了生命之星（いのちの星）而誕生。身體的構造不明，披上披風就能飛，並誓言保護森林的和平。
他的頭部是果醬叔叔製作的紅豆麵包，這是一種無論誰吃了都會覺得很好吃的麵包，是歷經了戰亂和饑荒的作者為了傳達民以食為天的概念而創造出來的特色。當麵包超人遇到肚子餓的人時，他就會「把自己的頭拔下來給人吃」，這也是麵包超人最大的特色，但是給了吃了之後，他自己就會變得無力。雖然總是讓人吃得飽飽的，但是麵包超人自己卻從來沒有吃過任何東西。

## 招式
麵包超人拳；麵包拳擊